# Macrosteles heitiacus
Macrosteles heitiacus är en insektsart som beskrevs av Kuoh 1981. Macrosteles heitiacus ingår i släktet Macrosteles och familjen dvärgstritar. Inga underarter finns listade i Catalogue of Life.